# Quốc lộ 36 (Hàn Quốc)
Quốc lộ 36 (Tiếng Hàn: 국도 제 36호선, Gukdo Je Samsip-yuk(36) Hoseon) là một đường quốc lộ ở Hàn Quốc. Nó nối Boryeong với Thành phố Sejong, Cheongju, Chungju, và Uljin.